# Àngel Rangel
Artikeln följer den spanska namnseden; faderns efternamn är Rangel och moderns efternamn Zaragoza.
Àngel Rangel Zaragoza, född 28 oktober 1982, är en spansk före detta fotbollsspelare (högerback).

## Karriär
I mars 2015 förlängde Rangel sitt kontrakt med Swansea City till slutet av juni 2017. I november 2017 blev han utsedd till lagkapten.
Den 15 augusti 2018 skrev Rangel på ett korttidskontrakt med Queens Park Rangers. Den 20 april 2021 meddelade Rangel att han avslutade sin fotbollskarriär.